# برمجة جنينية
البرمجة الجنينية (بالإنجليزية: Fetal programming)‏ والمعروفة أيضًا باسم برمجة ما قبل الولادة هي نظرية مفادها أن الإشارات البيئية التي تحدث أثناء نمو الجنين داخل الرحم تلعب دورًا أساسيًا في تحديد المسارات الصحية للجنين خلال فترة الحياة.
الأشكال الثلاثة الرئيسة للبرمجة والتي تحدث نتيجة للتغيرات في بيئة الأم وهي:
- التغيرات التي تحدث اثناء تطور الجنين التي تؤدي إلى زيادة خطر الإصابة بالأمراض.
- التغيرات الجينية التي تنبه على زيادة خطر الإصابة بالمرض.
- التغيرات اللاجينية التي تنبه على زيادة إحتمالية الإصابة بالمرض ليس لدى الطفل فحسب، بل أيضًا لدى الجيل التالي. مثال على ذلك ما يحدث بعد المجاعات حيث أن حفيدات النساء الحوامل اللاتي ولدن أطفالهن اثناء المجاعة يلدن أطفالا أصغر من الحجم الطبيعي على الرغم من استيفاء نقص التغذية.

هذه التغيرات في بيئة الام تكونت بسبب التغيرات الغذائية، أو التقلبات الهرمونية أو التعرض للسموم.

## تاريخ النظرية

### المجاعة الهولندية 1944-1945
في 1944-1945، أدى الحصار الألماني لهولندا إلى نقص الإمدادات الغذائية، مما تسبب في المجاعة الهولندية في 1944-1945. وتسببت المجاعة في سوء تغذية حاد بين السكان، بما في ذلك النساء في مراحل مختلفة من الحمل. في دراسة كوهرتية (دراسة لمجموعتين مغلقتين) درست تأثير نقص التغذية في المجاعة الهولندية على الأطفال المولودين أثناء المجاعة أو بعدها. وأظهرت أنه على مدار حياتهم، كان هؤلاء الأطفال أكثر عرضة لخطر الإصابة بمرض السكري، وأمراض القلب والأوعية الدموية، والسمنة، وغيرها من الأمراض غير المعدية.

### فرضية باركر
في الثمانينيات، بدأ ديفيد باركر دراسة بحثية حول هذا الموضوع. تشكل فرضية باركر، أو النمط الظاهري لثريفتي، الأساس لكثير من الأبحاث التي أجريت على برمجة الجنين. وتنص هذه النظرية على أنه إذا تعرض الجنين لنقص في التغذية فإنه سيتكيف لاحقًا مع تلك البيئة المحددة. ويتم عندها تحويل التغذية لتطور القلب والعقل والأعضاء الأساسية الأخرى للجنين. ويخضع الجسم لتغيرات أيضية ليضمن بقاءه على قيد الحياة على الرغم من قلة التغذية ولكن قد تسبب هذه التغيرات مشاكل في حالات التغذية الطبيعية أو زيادة التغذية. وهذا يزيد من خطر الإصابة بمتلازمة الأيض.

## الضغوط النفسية والأمراض النفسية
الحالة النفسية للأم أثناء الحمل تؤثر على الجنين في الرحم ويحدث ذلك غالباً عن طريق الهرمونات والوراثة. يرتبط مزاج الأم، بما في ذلك القلق قبل الولادة والاكتئاب والتوتر أثناء الحمل بحدوث تغيرات في للطفل. ومع ذلك يجب القول بأنه لا يتأثر كل جنين يتعرض لهذه العوامل بنفس الطريقة وبنفس الدرجة، ويعتقد بأن العوامل الوراثية والبيئية لها درجة كبيرة من التأثير.

### الإكتئاب
يشكل إكتئاب الأم أحد أكبر المخاطر التي تؤدي إلى زيادة تعرض الطفل الذي ينمو في الرحم للنتائج الضارة، خاصة فيما يتعلق بالتعرض لمجموعة متنوعة من الحالات النفسية. الآليات التي قد تفسر العلاقة بين اكتئاب الأمومة وصحة النسل المستقبلية غير واضحة في الغالب وتشكل حالياً مجالًا للبحث النشط. قد تلعب الوراثة الجينية التي قد تجعل الطفل أكثر عرضة للإصابة دورًا بما في ذلك التأثير على بيئة الطفل داخل الرحم بينما تعاني الأم من الاكتئاب.

### الإجهاد النفسي
يمكن أن يكون للضغط النفسي الذي تعاني منه الأم قبل الحمل أو أثناءه آثار تنتقل عبر الأجيال الى النسل. تم ربط الإجهاد الذي يحدث أثناء الحمل بالولادة المبكرة، وانخفاض وزن المواليد عند الولادة، وزيادة خطر الإصابة بالأمراض النفسية. قد تعاني الأم الجديدة من آثار لاحقة أيضاً مثل اكتئاب ما بعد الولادة وبالتالي قد تجد الأمومة أكثر صعوبة مقارنة بمن لم يعانين من نفس القدر من التوتر أثناء حملهن.

## الحالة التغذوية
يشكل الجنين النامي انطباعًا عن البيئة التي سيولد فيها من خلال الحالة الغذائية لأمه. وبالتالي يتم تعديل تطورها لخلق أفضل فرصة للبقاء. ومع ذلك، فإن التغذية المفرطة أو غير الكافية للأم يمكن أن تثير استجابات نمو غير قادرة على التكيف لدى الجنين، والتي تتجلى بدورها في شكل أمراض ما بعد الولادة. من الممكن أن يكون لذلك تأثير على حياة الاجنة البالغة حتى أنه قد يفوق تأثير عوامل نمط الحياة.

### التغذية المفرطة
يرتبط مؤشر كتلة الجسم قبل الحمل وزيادة الوزن أثناء الحمل بارتفاع ضغط الدم لدى النسل أثناء مرحلة البلوغ. وتشير نماذج الفئران إلى أن هذا يرجع إلى ارتفاع مستويات هرمون اللبتين الجنيني، الموجود في دم الأفراد الذين يعانون من زيادة الوزن أو السمنة. وهنالك نظرية مفادها أن هذا الهرمون له تأثير سلبي على الأجهزة التنظيمية للجنين، ويجعل من المستحيل الحفاظ على مستويات ضغط الدم الطبيعية.

### التغذية غير الكافية
مقدمات الارتعاج التي تنطوي على حرمان الأكسجين وموت خلايا الأرومة الغاذية التي تشكل معظم المشيمة، هو مرض يرتبط غالبًا بعواقب طويلة الأمد غير قادرة على التكيف بسبب برمجة الجنين غير المناسبة. وهنا تفشل المشيمة غير المتطورة وسيئة الأداء في تلبية الاحتياجات الغذائية للجنين أثناء الحمل وذلك إما عن طريق تغيير اختيارها للعناصر الغذائية التي يمكن أن تعبر إلى دم الجنين أو تقييد الحجم الإجمالي لها. ويشمل ذلك عواقب على الجنين في مرحلة البلوغ كالاصابة بأمراض كأمراض القلب والأوعية الدموية والتمثيل الغذائي.

## التأثير الهرموني
يعتبر التوازن الدقيق للهرمونات أثناء الحمل ذا أهمية كبيرة لبرمجة الجنين وقد يؤثر بشكل كبير على النسل. يمكن أن يتأثر انتقال الغدد الصماء المشيمي من الأم إلى الجنين النامي بسبب الحالة العقلية للأم، وذلك بسبب تأثر نقل الهرمونات القشرية السكرية الذي يحدث عبر المشيمة.

### الغدة الدرقية
تلعب هرمونات الغدة الدرقية دورًا أساسيًا أثناء فترة التطور المبكر لدماغ الجنين. لذلك فإن الأمهات اللاتي يعانين من مشاكل متعلقة بالغدة الدرقية وتغير مستويات هرمون الغدة الدرقية قد يؤدي ذلك دون قصد إلى حدوث تغييرات هيكلية ووظيفية في دماغ الجنين. يصبح الجنين قادراً على إنتاج هرمونات الغدة الدرقية الخاصة به منذ بداية الثلث الثاني من الحمل؛ ومع ذلك فإن هرمونات الغدة الدرقية الأمومية مهمة لنمو الدماغ قبل وبعد أن يتمكن الطفل من تصنيع الهرمونات أثناء وجوده في الرحم. وبسبب ذلك قد يتعرض الطفل لزيادة خطر الإصابة بالامراض العصبية والنفسية في حياته لاحقاً.

### الكورتيزول
الكورتيزول (والكورتيكوستيرويدات بشكل عام) هو الآلية الهرمونية الأكثر دراسة والتي قد يكون لها تأثيرات برمجة ما قبل الولادة. على الرغم من أن الكورتيزول له تأثيرات تنموية معيارية أثناء نمو ما قبل الولادة، إلا أن التعرض الزائد للكورتيزول له آثار ضارة على نمو الجنين، ووظيفة ما بعد الولادة للأنظمة الفسيولوجية مثل محور الغدة النخامية والكظرية وبنية الدماغ أو الاتصال (على سبيل المثال، اللوزة).
أثناء الحمل، تكون تركيزات الكورتيزول في الدورة الدموية للأم أعلى بعشر مرات من تركيزات الكورتيزول في الدورة الدموية للجنين. يتم الحفاظ على تدرج الكورتيزول من الأم إلى الجنين عن طريق المشيمة، والتي تشكل حاجزًا هيكليًا وإنزيميًا أمام الكورتيزول. خلال الثلثين الأولين من الحمل يتم إنتاج الكورتيزول داخل الرحم بشكل أساسي عن طريق الغدد الكظرية للأم. ومع ذلك خلال الثلث الثالث من الحمل تبدأ الغدد الكظرية الجنينية في إنتاج الكورتيزول داخليًا وتصبح مسؤولة عن معظم الكورتيزول داخل الرحم بحلول الوقت الذي يصل فيه الجنين إلى فترة الحمل.